# Ejido Canán
Ejido Canán är en ort i Mexiko.   Den ligger i kommunen Culiacán och delstaten Sinaloa, i den västra delen av landet, 1 000 km nordväst om huvudstaden Mexico City. Ejido Canán ligger 22 meter över havet och antalet invånare är 483.
Terrängen runt Ejido Canán är platt. Runt Ejido Canán är det ganska tätbefolkat, med 155 invånare per kvadratkilometer. Närmaste större samhälle är Culiacán, 17,3 km norr om Ejido Canán. Trakten runt Ejido Canán består till största delen av jordbruksmark.